# إيرل ويلسون
إيرل ويلسون (بالإنجليزية: Earl Wilson)‏ هو سياسي أمريكي، ولد في 18 أبريل 1906 في الولايات المتحدة، وتوفي في 27 أبريل 1990 في الولايات المتحدة. حزبياً، نشط في الحزب الجمهوري. وقد انتخب عضو مجلس ولاية إنديانا (1969 – 1976) وانتخب عضو مجلس النواب الأمريكي.